# Serie A 2016-2017 (calcio a 5 femminile)
La Serie A 2016-2017 è stata la 2ª edizione del Campionato italiano di calcio a 5 femminile di secondo livello e la 6ª assoluta di Serie A.

## Formula
Sono promosse in Serie A Élite le vincenti dei tre gironi; due ulteriori promozioni sono riservate alle vincenti degli spareggi che coinvolgeranno le società seconde e terze classificate di ogni girone e le due migliori quarte in classifica. Per ogni girone retrocede al campionato regionale la società giunta ultima classificate al termine della stagione regolare. Nei gironi B e C, undicesima e dodicesima classificata disputano i play-out per stabilire due ulteriori retrocessioni.

## Partecipanti
Il Consiglio Direttivo della Divisione Calcio a 5, preso atto della mancata iscrizione di 9 società aventi diritto, del ripescaggio in Serie A Élite di Fasano e Vis Lanciano, e dell'esclusione dal campionato di competenza della Salinis, ha provveduto al ripescaggio di Bulè Sport Village, Catanzaro Stefano Gallo, Coppa d'Oro, Molfetta, Queens Unicusano Tivoli (nuova denominazione del New Team Tivoli), Real Lions Ancona, Real Sandos, San Pietro e della retrocessa Jasnagora, fissando a 38 l'organico della categoria.

## Girone A

### Classifica[6]
|  | Pos. | Squadra           | Pt | G  | V  | N | P  | GF | GS  | DR  |
|  | ---- | ----------------- | -- | -- | -- | - | -- | -- | --- | --- |
|  | 1.   | Rambla            | 50 | 22 | 16 | 2 | 4  | 90 | 37  | +53 |
|  | 2.   | Flaminia          | 45 | 22 | 14 | 3 | 5  | 61 | 48  | +13 |
|  | 3.   | San Pietro        | 43 | 22 | 14 | 1 | 7  | 74 | 63  | +11 |
|  | 4.   | Real Grisignano   | 40 | 22 | 13 | 1 | 8  | 75 | 57  | +18 |
|  | 5.   | Maracanà Dream    | 38 | 22 | 12 | 2 | 8  | 75 | 54  | +21 |
|  | 6.   | Real Lions Ancona | 37 | 22 | 11 | 4 | 7  | 92 | 80  | +12 |
|  | 7.   | Torres            | 30 | 22 | 8  | 6 | 8  | 52 | 55  | -3  |
|  | 8.   | Real Fenice       | 20 | 22 | 5  | 5 | 12 | 62 | 82  | -20 |
|  | 9.   | Decima SC         | 20 | 22 | 5  | 5 | 12 | 78 | 100 | -22 |
|  | 10.  | New Depo          | 19 | 22 | 5  | 4 | 13 | 62 | 90  | -28 |
|  | 11.  | Trilacum          | 19 | 22 | 6  | 1 | 15 | 78 | 101 | -23 |
|  | 12.  | Bulè              | 17 | 22 | 5  | 2 | 15 | 56 | 88  | -32 |

### Verdetti finali
- Rambla e, dopo i play-off, Real Grisignano promossi in Serie A 2017-18.
- Bulè retrocessa nei campionati regionali.
- New Depo e Real Lions Ancona non iscritti al campionato di Serie A2 2017-18.

## Girone B

### Classifica[6]
|  | Pos. | Squadra         | Pt | G  | V  | N | P  | GF | GS  | DR  |
|  | ---- | --------------- | -- | -- | -- | - | -- | -- | --- | --- |
|  | 1.   | Coppa d'Oro     | 56 | 24 | 17 | 5 | 2  | 69 | 36  | +33 |
|  | 2.   | Angelana        | 50 | 24 | 15 | 5 | 4  | 81 | 53  | +28 |
|  | 3.   | Virtus Ciampino | 47 | 24 | 14 | 5 | 5  | 99 | 49  | +50 |
|  | 4.   | Vis Fondi       | 41 | 24 | 12 | 5 | 7  | 58 | 37  | +21 |
|  | 5.   | FB5 Roma        | 36 | 24 | 9  | 9 | 6  | 59 | 55  | +4  |
|  | 6.   | Jasnagora       | 34 | 24 | 10 | 4 | 10 | 51 | 43  | +8  |
|  | 7.   | PMB Roma        | 34 | 24 | 10 | 4 | 10 | 48 | 49  | -1  |
|  | 8.   | Queens Tivoli   | 29 | 24 | 9  | 2 | 13 | 72 | 85  | -13 |
|  | 9.   | Salernitana     | 29 | 24 | 8  | 5 | 11 | 52 | 68  | -16 |
|  | 10.  | Nazareth        | 26 | 24 | 7  | 5 | 12 | 56 | 66  | -10 |
|  | 11.  | Magna Graecia   | 22 | 24 | 7  | 1 | 16 | 64 | 72  | -8  |
|  | 12.  | Borussia Roma   | 22 | 24 | 6  | 4 | 14 | 37 | 66  | -29 |
|  | 13.  | Virtus Fenice   | 14 | 24 | 4  | 2 | 18 | 53 | 120 | -67 |

### Verdetti finali
- Coppa d'Oro e, dopo i play-off, Angelana promosse in Serie A 2017-18. Entrambe le società rinunciano tuttavia alla promozione, iscrivendosi in Serie A2.
- Virtus Fenice e, dopo i play-out, Borussia Roma retrocesse nei campionati regionali.
- Magna Graecia e Queens Tivoli non iscritti al campionato di Serie A2 2017-18.

## Girone C

### Classifica[6]
|  | Pos. | Squadra            | Pt | G  | V  | N | P  | GF  | GS  | DR   |
|  | ---- | ------------------ | -- | -- | -- | - | -- | --- | --- | ---- |
|  | 1.   | Real Sandos        | 58 | 22 | 19 | 1 | 2  | 126 | 28  | +98  |
|  | 2.   | Dona Style         | 50 | 22 | 16 | 2 | 4  | 87  | 50  | +37  |
|  | 3.   | Royal Team Lamezia | 48 | 22 | 15 | 3 | 4  | 91  | 39  | +52  |
|  | 4    | Bisceglie          | 45 | 22 | 14 | 3 | 5  | 60  | 41  | +19  |
|  | 5.   | Martina            | 36 | 22 | 11 | 3 | 8  | 63  | 47  | +16  |
|  | 6.   | New Team Noci      | 33 | 22 | 10 | 3 | 9  | 72  | 73  | -1   |
|  | 7.   | Vittoria           | 29 | 22 | 9  | 2 | 11 | 59  | 55  | +4   |
|  | 8.   | Sporting Vittoria  | 29 | 22 | 9  | 2 | 11 | 90  | 63  | +27  |
|  | 9.   | Molfetta           | 21 | 22 | 6  | 3 | 13 | 83  | 92  | -9   |
|  | 10.  | CUS Cosenza        | 16 | 22 | 5  | 1 | 16 | 66  | 122 | -56  |
|  | 11.  | Vigor San Cataldo  | 13 | 22 | 4  | 1 | 17 | 42  | 108 | -66  |
|  | 12.  | Policoro           | 6  | 22 | 2  | 0 | 20 | 33  | 154 | -121 |
|  | -    | Catanzaro SG       | -  | -  | -  | - | -  | -   | -   | -    |

### Verdetti finali
- Real Sandos promossa in Serie A 2017-18.
- Vigor San Cataldo, dopo i play-out, retrocessa nei campionati regionali.
- Vittoria Sporting non iscritto al campionato di Serie A2 2017-18.
- Catanzaro Stefano Gallo escluso per cessazione dell'attività agonistica con decorrenza immediata (10ª giornata). Le gare disputate in precedenza dalla società non sono state considerate valide ai fini della classifica[7]. Nelle rimanenti partite di campionato, le società che avrebbero dovuto affrontare il Catanzaro hanno osservato un turno di riposo[8].

## Play-off

### Primo turno
| Squadra 1           | Totale | Squadra 2          | Andata | Ritorno |
| ------------------- | ------ | ------------------ | ------ | ------- |
| 23 / 30 aprile 2017 |        |                    |        |         |
| Real Grisignano     | 13 - 3 | Dona Style         | 11 - 3 | 2 - 0   |
| Bisceglie           | 4 - 5  | Angelana           | 1 - 1  | 3 - 4   |
| San Pietro          | 7 - 9  | Flaminia           | 3 - 4  | 4 - 5   |
| Virtus Ciampino     | 8 - 4  | Royal Team Lamezia | 5 - 2  | 3 - 2   |

### Secondo turno
| Squadra 1          | Totale          | Squadra 2       | Andata | Ritorno |
| ------------------ | --------------- | --------------- | ------ | ------- |
| 7 / 14 maggio 2017 |                 |                 |        |         |
| Real Grisignano    | 4 - 2           | Virtus Ciampino | 4 - 1  | 0 - 1   |
| Flaminia           | 6 - 6 (2-3 dcr) | Angelana        | 2 - 5  | 4 - 1   |

## Play-out

### Girone B
| Squadra 1           | Totale | Squadra 2     | Andata | Ritorno |
| ------------------- | ------ | ------------- | ------ | ------- |
| 23 / 30 aprile 2017 |        |               |        |         |
| Borussia Roma       | 4 - 9  | Magna Graecia | 1 - 2  | 3 - 7   |

### Girone C
| Squadra 1           | Totale | Squadra 2         | Andata | Ritorno |
| ------------------- | ------ | ----------------- | ------ | ------- |
| 23 / 30 aprile 2017 |        |                   |        |         |
| Policoro            | 8 - 6  | Vigor San Cataldo | 4 - 3  | 4 - 3   |